# Duarte Marques
Duarte Filipe Baptista de Matos Marques (ur. 9 maja 1981 w Mação) – portugalski polityk, w latach 2010–2012 przewodniczący organizacji młodzieżowej Partii Socjaldemokratycznej, poseł do Zgromadzenia Republiki.

## Życiorys
Ukończył studia z zakresu stosunków międzynarodowych w instytucie nauk społecznych i politycznych Uniwersytetu Technicznego w Lizbonie (2004). Zaangażował się w działalność polityczną w ramach Partii Socjaldemokratycznej (PSD) i jej organizacji młodzieżowej Juventude Social Democrata (JSD). Od 2001 wybierany na radnego rady gminy Mação z ramienia swojego ugrupowania. W 2003 zatrudniony w gabinecie politycznym ministra Nuno Morais Sarmento. W latach 2005–2010 pracował w Parlamencie Europejskim jako dyrektor gabinetu portugalskiej delegacji w ramach frakcji chadeckiej. W 2008 został wiceprzewodniczącym krajowej komisji politycznej młodzieżówki socjaldemokratycznej, a w 2010 wybrano go na przewodniczącego JSD. Funkcję tę pełnił do 2012. Wcześniej, w 2009, został wiceprzewodniczącym YEPP, organizacji młodzieżowej Europejskiej Partii Ludowej.
W wyborach w 2011 został wybrany do Zgromadzenia Republiki z listy PSD w okręgu Santarém. W 2015 i 2019 z powodzeniem ubiegał się o poselską reelekcję.